# Volker Handloik

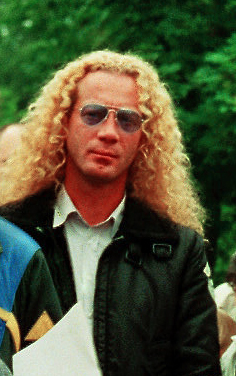
Volker Handloik

Volker Handloik (Rostock, 19 juli 1961 - Dasht e-Qaleh, provincie Tachar te Afghanistan, 11 november 2001) was een freelance journalist. Hij werkte voor verschillende kranten en tijdschriften, waaronder de Frankfurter Allgemeine Zeitung, de Süddeutsche Zeitung, National Geographic en Stern. Hij kwam met zijn Franse collega’s Johanne Sutton en Pierre Billaud om het leven toen zij en nog drie andere journalisten in een hinderlaag van de Taliban liepen. Handloik was in opdracht van Stern naar Afghanistan gereisd.

## Handloiks leven
Volker Handloik groeide op te Rostock, in de toenmalige DDR. Hij volgde van 1978 tot 1981 een opleiding tot offsetdrukkker bij de Ostsee-Zeitung, de plaatselijke partijkrant van de Sozialistische Einheitspartei Deutschlands. Na zijn diplomering werkte hij in verschillende beroepen, waaronder als rangeerder bij de Oost-Duitse Deutsche Reichsbahn. Die betrekking bracht hem in 1984 naar Berlijn, waar hij tussen 1984 en 1989 kunstgeschiedenis ging studeren. Zijn eerste journalistieke geschriften stammen uit deze jaren. Zo plaatste de Rostocker Ostsee-Zeitung in 1987 een artikel van Handloik over de socialistische architectuur van Rostock. 
Vanaf 1992 kon Handloik als freelance journalist volledig in zijn levensonderhoud voorzien. Hij hield zich met name bezig met oorlogsverslaggeving, hetgeen hem in 1995 te Grozny bijna het leven kostte toen in zijn nabijheid een autobom explodeerde. In 2000 vestigde Handloik zich in Moskou. Hij sprak de Russische taal, en daarnaast had hij ook Engels, Frans, Spaans en Portugees geleerd.
In zijn vrije tijd speelde Handloik saxofoon in de Berlijnse bands Expander des Fortschritts en Die Skeptiker (een punkband die in het Oost-Berlijn van 1986 was ontstaan). 
In november 2001 was Handloik in opdracht van het tijdschrift Stern in Afghanistan. In een groep van zes journalisten reisde hij op uitnodiging van Amer Bashir, een commandant van de Noordelijke Alliantie, door het Noordoosten van Afghanistan. Het was de bedoeling dat de journalisten verslag zouden doen van de strijd door de Noordelijke alliantie tegen de Taliban. Het gepantserde voertuig waarin de groep zich verplaatste raakte in de nacht in een regen van granaten en geweerschoten terecht. Handloik, die op het dak van het voertuig zat, viel op de grond toen het hevig afremde. Hij overleed tijdens de aanval. Ook de andere twee slachtoffers vielen doordat ze geen bescherming meer hadden door de pantsering van het voertuig.

## Vakprijzen
- 1995: nominatie voor de door Stern ingestelde Egon-Erwin-Kisch-Prijs voor uitmuntende Duitstalige journalistiek
- 2003: Hansel-Miethprijs (postuum) voor twee postuum uitgebrachte reportages in het tijdschrift Mare.